# Jonathan Chase
Jonathan Chase (Boca Raton (Florida), 26 oktober 1979) is een Amerikaans acteur die begonnen is in de tv serie One on One met hoofdrolspeelster Kyla Pratt.
Chase is afgestudeerd aan de Universiteit van Florida. Chase heeft ook in verschillende films gespeeld zoals "7eventy 5ive", "Another Gay Movie" en "Gingerdead Man", met daarin Gary Busey.

## Trivia
- Jonathan is bevriend met de Amerikaanse R&B-zanger/acteur Eric West.

- Library of Congress Control Number: no2008096001
- Virtual International Authority File: 78593577
- WorldCat: E39PBJg4pdPbTGxBpVrdjgbfMP